# کارت آبی
کارت آبی یا بلو کارت (به انگلیسی: Blue Card) برنامه اتحادیه اروپا برای جذب نیروی کار متخصص و ماهر می‌باشد؛ که گویا از برنامه کارت سبز آمریکا الهام گرفته شده و رنگ آبی آن اشاره به رنگ پرچم این اتحادیه دارد.
کارت آبی یک مجوز تأیید شده اتحادیه اروپاست که اجازه اقامت افراد متخصص غیر اروپایی را برای کارو زندگی در کشورهای اروپایی فراهم می‌کند.
بلوکارت اساساً یک مجوز کاری محسوب می‌شود که متعاقباً منجر به صدور مجوز اقامت برای کارجویان می‌گردد.

## ایده کارت آبی
اتحادیه اروپا قصد دارد در رقابت با دیگر کشورهای غربی بر سر افراد آشنا با تکنولوژی و خدمه بیمارستان‌ها که بیشتر از کشورهای در حال توسعه مهاجرت می‌کنند و دست یافتن به منابع کاری که می‌توانند کمبودهای موجود در اروپا را جبران کنند بیشتر تلاش کند.
بر اساس این طرح مهاجرت افراد متخصص و خانواده‌هایشان به این اتحادیه تا حدودی تسهیل خواهد شد. از سال ۲۰۱۱ به بعد، نیروی کار متخصص هندی و روسی خواهند توانست با استفاده از «کارت آبی» (Blue Card) برای کار به اتحادیه اروپا وارد شوند. کشورهای عضو این اتحادیه سرانجام پس از ماه‌ها بحث و مذاکره، بر سر این موضوع به توافق رسیدند. اتحادیه اروپا قصد دارد با «کارت آبی» و با الگوی «کارت سبز» (Green Card) آمریکا، کمبود نیروی کار متخصص خود را جبران کند. با استفاده از «کارت آبی» دروازه‌های اتحادیه اروپا به روی شهروندان کشورهای جهان سوم که دارای مدرک تحصیلی در رشته‌های مورد نیاز یا دست‌کم ۵ سال سابقه کار هستند، باز می‌شود.

## متخصصین چه رشته‌هایی در اولویت جذب در این طرح هستند؟
- مهندس کامپیوتر و فناوری اطلاعات (برنامه‌نویس، طراح نرم‌افزار، متخصص شبکه و …)
- کلیه شاخه‌های فنی و مهندسی (کامپیوتر و فناوری اطلاعات، برق، مخابرات، مکانیک، عمران، خودروسازی، نفت و گاز و …)
- مهندسین گروه‌های کشاورزی
- گروه‌های پزشکی و پیراپزشکی (پزشک، پرستار، دندانپزشک، انکولوژیست، متخصص زنان، متخصص خون‌شناسی و …)
- دانشمندان، محققین و اساتید دانشگاهی رشته‌های مختلف، ریاضیدانان، طراحان، گرافیست‌ها، متخصصین رشته‌های هنری و …

## قوانین و سازوکار
سیستم کارت آبی به متقاضیان مهاجرت به اروپا فرصت می‌دهد سریع تر اجازه کار بگیرند، آسان‌تر مسکن پیدا کنند و اقامت دائم بگیرند، و خانواده‌های آنها هم سریع تر و آسان‌تر به آنها بپیوندند.
هر مهاجر تنها پس از این که ۱۸ماه با کارت آبی در یک کشور اروپایی کار می‌کند می‌تواند به یک کشور اروپایی دیگر برود، اما باید در اولین ماه پس از ورود به کشور دوم کارت آبی جدیدی تقاضا کند. در مقابل دارندگان کارت سبز ایالات متحده حق زندگی و کار دائم در این کشور را به دست می‌آورند.

### شرایط
متقاضیان دریافت این کارت باید واجد شرایطی باشند که مدرک دانشگاهی و ارائه یک قرارداد کاری با درآمد سالانه دست‌کم ۵۰۰۰۰ یورو بخشی از آن است. دارندگان «کارت آبی» به صورت خودکار دو سال اجازه اقامت و کار در یکی از کشورهای اتحادیه اروپا را دریافت می‌کنند و این امکان را خواهند داشت که اقامت خود را تمدید کرده یا به دیگر کشورهای این اتحادیه مهاجرت کنند. علاوه بر این شرایط آسان‌تر هم برای مهاجرت خانواده این افراد به اتحادیه اروپا فراهم خواهد شد. البته این به آن معنا نیست که دارنده «کارت آبی» می‌تواند در تمام اتحادیه اروپا به دنبال کار بگردد.

### مشاغل خاص
متخصصان مشاغل خاص یا کمیاب نیز شانس بیشتری برای پذیرش درخواست مهاجرت خواهند داشت. این گروه می‌توانند با درآمد سالانه ۴۱۰۰۰ یورو هم روی پذیرش خود حساب کنند. مهندسان، دانش‌آموختگان رشته‌های ریاضی، پزشکان و کارشناسان علوم کامپیوتر در شمار این گروه قرار دارند. این قانون تسهیلات دیگری نیز برای مهندسان و صاحبان حرفه‌های ویژه در نظر گرفته‌است. گروه خاصی از نیروی کار ماهر خارجی می‌توانند مشمول مقررات حداقل درآمد نشوند.

### دانشجویان و جویندگان کار
طبق مصوبه مجلس آلمان، متخصصان خارجی علاقه‌مند می‌توانند ویزایی شش‌ماهه به منظور پیدا کردن کار در این کشور دریافت کنند. هم‌چنین به دانشجویان خارجی نیز مهلتی یک سال و نیمه پس از پایان تحصیل داده می‌شود تا شانس خود برای یافتن شغل را امتحان کنند.

### کارفرمایان
قانون موسوم به «کارت آبی»، تسهیلاتی نیز برای کارفرمایان در نظر گرفته و اولویت‌بندی‌های موجود در مراتب استخدامی را حذف کرده‌است. اداره کار آلمان تاکنون اولویت پر کردن یک پست خالی در موسسات و ادارات را به شهروندان آلمانی داده اما کارفرمایان با اتکاء به این مصوبه می‌توانند با دست باز و بدون هماهنگی با اداره کار آلمان، متخصصان خارجی را استخدام کنند.